# Val de San Martín
Val de San Martín è un comune spagnolo di 84 abitanti situato nella comunità autonoma dell'Aragona.